# NGC 449
NGC 449 ist eine Balken-Spiralgalaxie mit aktivem Galaxienkern vom Hubble-Typ SBb im Sternbild Fische auf der Ekliptik. Sie ist schätzungsweise 220 Millionen Lichtjahre von der Milchstraße entfernt und hat einen Durchmesser von etwa 50.000 Lj.
Im selben Himmelsareal befinden sich u. a. die Galaxien NGC 443, NGC 447, NGC 451, IC 1648.
Das Objekt wurde am 11. November 1881 von dem französischen Astronomen Édouard Jean-Marie Stephan entdeckt.